# Abu Muslim al-Churasani

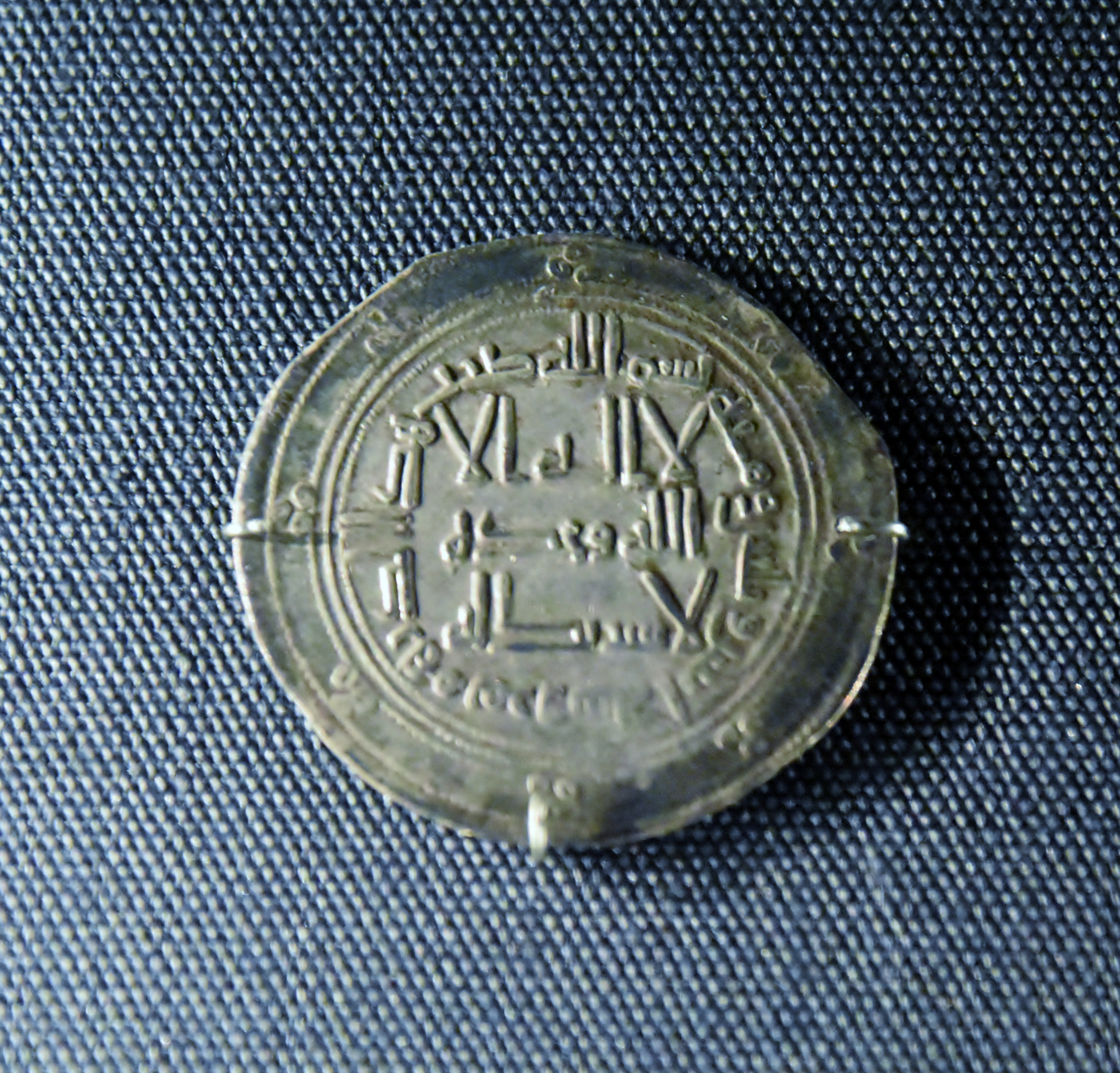
Dirham z imieniem Abu Muslima wybity w Marwie w roku 749/750. Zbiory Kolekcji Dawida w Kopenhadze

Abu Muslim al-Churasani, arab. أبو مسلم الخراساني (pełne imię: Abu Muslim Abd ar-Rahman Ibn Muslim al-Churasani), ur. ok. 718/719, zm. 12 lutego 755 w Al-Anbarze – najważniejszy przywódca rewolucji abbasydzkiej, po jej zwycięstwie sprawujący w imieniu Abbasydów na wpół niezależne rządy w Chorasanie i wschodnich prowincjach kalifatu.
Nie znamy prawdziwego imienia ani pochodzenia Abu Muslima, który przeszedł do historii pod swoim rewolucyjnym pseudonimem, mającym jednoczyć jego zwolenników. Początki jego antyumajjadzkiej działalności związane są z Kufą, gdzie miał zetknąć się z członkami haszimijji, walczącymi o władzę rodziny Proroka. W ramach haszimijji został wysłannikiem Abbasydów do Chorasanu, gdzie przedsięwziął masową kampanię nawróceń na egalitarną wersję islamu, nie czyniącą różnicy pomiędzy Arabami i innymi ludami. Sukces tej kampanii pozwolił Abu Muslimowi na obalenie rządów namiestnika Umajjadów Nasra Ibn Sajjara w 747, przy czym sprzyjał mu fakt, że jednocześnie w prowincji miała miejsce rewolta arabskich Jemenitów. Po opanowaniu Chorasanu siły Abu Muslima zalały Iran, by pod koniec sierpnia 749 zdobyć Kufę i ogłosić kalifem Abbasydę As-Saffaha (749–754). Pomimo tego, że zawdzięczali mu władzę, Abbasydzi nie zamierzali tolerować na wpół niezależnych rządów Abu Muslima we wschodnich prowincjach kalifatu. W lutym 755 następca As-Saffaha, Al-Mansur (754–775), doprowadził do śmierci Abu Muslima. Wkrótce Abu Muslim stał się legendarną postacią, do której odwoływali się różni antyarabscy albo nawet antyislamscy rebelianci, tacy jak Sunbad, Ustad, Mukanna, czy Babak. Z biegiem czasu kult jego osoby nabrał także cech mesjanistycznych. Stał się również bohaterem perskiej i tureckiej epiki oraz ludowej tradycji Uzbeków i Turkmenów.

## Życiorys

### Pochodzenie i młodość
Nie znamy jego prawdziwego imienia. Imię w formie Abu Muslim Abd ar-Rahman Ibn Muslim al-Churasani pojawiało się na jego monetach w czasie gdy był namiestnikiem Chorasanu w latach 751–754. Jednak gdyby było ono prawdziwe, wskazywałoby na to, że mamy do czynienia z muzułmaninem, synem muzułmanina i oczywiście ojcem muzułmanina. Występuje tutaj związek jedynie z Chorasanem, a nie z plemieniem lub klanem, jak to było ówcześnie przyjęte. Jak na to wskazywał M.A. Shaban, takie imię to po prostu idealny rewolucyjny slogan, mający jednoczyć wszystkich muzułmańskich mieszkańców Chorasanu. W tej kwestii pouczający jest dialog, jaki miał odbyć się pomiędzy Abu Muslimem a wysłannikiem umajjadzkiego namiestnika Nasra Ibn Sajjara: „[Wysłannik]: Kim jesteś? [Abu Muslim]: Jestem Abd ar-Rahman Ibn Muslim. [Wysłannik]: Skąd pochodzisz? [Abu Muslim]: Jestem człowiekiem muzułmanów; nie należę do żadnego plemienia z wyłączeniem innego; mój ojciec zginął w obcym kraju; skorzystałem z pomocy niejednego człowieka, co stało się przedmiotem plotek; ale moje pochodzenie to islam, moje poparcie ma rodzina Mahometa i podążam właściwą ścieżką wraz z tymi którzy są ze mną”.
Jak pisał już Ibn at-Tiktaka (zm. 1310): „Co do jego pochodzenia, było ono przedmiotem wielkiej niezgody i próba jego wyczerpującego prześledzenia jest czymś bezowocnym”. W źródłach pojawia się absurdalna liczba imion Abu Muslima oraz ich wariantów, a co się z tym wiąże także plemion, miejsc i ludów z których miał pochodzić. Niemal na pewno był jednak Irańczykiem, być może wywodzącym się z niższych warstw dawnej sasanidzkiej szlachty. W sumie należy uznać, że to sam Abu Muslim sprawił, iż jego pochodzenie pozostawało tajemnicą, jednak „to co właściwie i doskonale wyraża przyjęte przez niego pełne imię (Abu Muslim Abd ar-Rahman Ibn Muslim) to egalitarny rewolucyjny ideał oraz charakterystyczny obraz irańskiego konwertyty par excellence”.
Większość źródeł zgadza się co do tego, że Abu Muslim dorastał w Kufie, która była wówczas głównym ośrodkiem niepokojów skierowanych przeciwko Umajjadom . Opisy jego pierwszych poczynań są często sprzeczne ze sobą, ale można je także uznać za uzupełniające się nawzajem. Wiąże się go z kufickim cechem rymarzy i innymi organizacjami rzemieślników na kufickim rynku, z których większość była pozbawionymi pełnych praw mawali (niearabskimi muzułmanami) o radykalnym nastawieniu antyumajjadzkim i antyarabskim. Wskazuje się także na jego powiązania z radykalnymi grupami szyickimi (ghulat) i niemal pewne związki z plemieniem Idżl, które w tym okresie stało się ostoją radykalnego szyizmu i perskiego resentymentu. Wszystkie te związki budują obraz nieustającego aktywisty, rozgoryczonego arabską dominacją i zaangażowanego w różne rodzaje antyumajjadzkiej aktywności .

### Na czele haszimijji

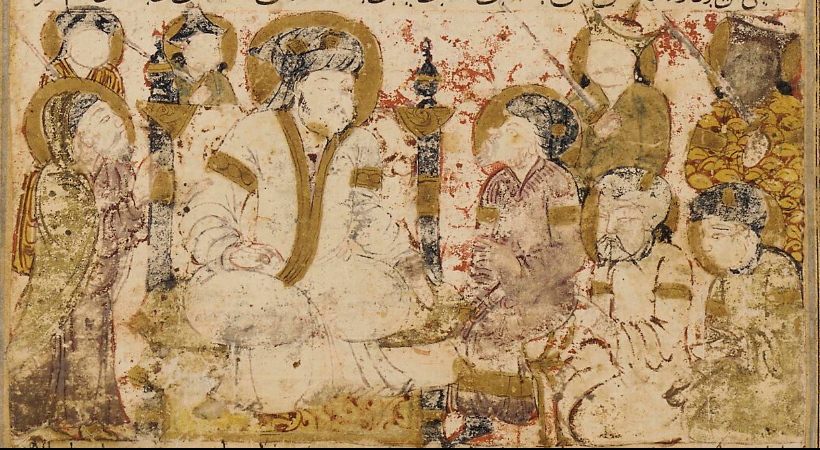
Ogłoszenie As-Saffaha kalifem. Ilustracja do rękopisu Tarichname Balamiego z początku XIV wieku. Zbiory Freer and Sackler Galleries w Waszyngtonie

Przełomowym momentem w życiu Abu Muslima było spotkanie w kufickim więzieniu członków haszimijji, którzy dążyli do obalenia władzy Umajjadów i zaprowadzenia rządów rodziny Proroka (Haszymitów). Związki z plemieniem Idżl zaprowadziły Abu Muslima do przywódcy haszimijji, Bukajra Ibn Mahana. W roku 743/744 udał się z pielgrzymką do Mekki i nawiązał kontakt z Abbasydami, by później wyruszyć do Chorasanu już jako ich wysłannik na te tereny. Na miejscu Abu Muslim spotkał się z chłodnym przyjęciem miejscowego lidera haszimijji, Sulajmana Ibn Kasira, jego jednoznaczne poparcie dla Abbasydów było także niezgodne z wizją następcy Bukajra Ibn Mahana, Abu Salamy al-Challala, który w zgodzie z tradycją ruchu chciał walczyć ogólnie o władzę wybrańca (ar-riza) z rodu Haszymitów, ostateczne rozstrzygnięcie co do jego osoby pozostawiając na czas po zwycięstwie nad Umajjadami .
Abu Muslim odwołał się bezpośrednio do chorasańskich mas ludowych, zapoznanych z haszimijją przynajmniej od czasów działalności Chidasza (zm. ok. 737), i przystąpił do ich nawracania na islam. Liczba przeciągniętych przez niego na stronę haszimijji muzułmańskich konwertytów szybko rosła, a wraz z tym umacniała się także jego pozycja wewnątrz ruchu. Zawarł tymczasowe porozumienie z Sulajmanem Ibn Kasirem i 8 czerwca 747 otwarcie wystąpił przeciwko Umajjadom , rozwijając czarne sztandary Abbasydów w osadzie Sikazandż, położonej na zachód od stolicy Chorasanu, Marwu. Sytuacja sprzyjała mu o tyle, że prowincja była wstrząsana walkami pomiędzy arabskimi ugrupowaniami plemiennymi Jemenitów i Kajsytów, przy czym umajjadzki namiestnik Nasr Ibn Sajjar należał do tych drugich. Przez siedem miesięcy Abu Muslim pozostawał w swoim obozie, dokąd napływały rzesze jego nowych zwolenników, podczas gdy sparaliżowany rewoltą Jemenitów, Nasr Ibn Sajjar miał niewielkie możliwości podjęcia jakichś działań przeciwko niemu . Piszący ponad stulecie później Abu Hanifa Dinawari (zm. 896) opisywał zwolenników Abu Muslima w następujących słowach: „Wszyscy zgodnie farbowali swą odzież na czarno. Malowali również do połowy drewniane maczugi [...] Przybywali ci ludzie na koniach, osłach lub piechotą, poganiając swoje osły okrzykiem «Charro Marwan!», nazywając osły imieniem Marwana, kpiąc sobie z [kalifa] Marwana Ibn Muhammada, a było tych ludzi 100 tys.”.
Oprócz Irańczyków Abu Muslimowi udało się przyciągnąć do siebie także wielu niezadowolonych z rządów Umajjadów miejscowych Arabów i ostatecznie zawarł sojusz z zamieszkującymi Chorasan Jemenitami z plemienia Azd. Przyjmując ludzi do swojej armii, rozdzielał ich pomiędzy poszczególne oddziały podług imion ich ojców i nazw miejscowości, z których pochodzili, co oznaczało koniec umajjadzkiego rejestru (diwan), w którym wojsko składało się jedynie z Arabów, dzielonych według ich plemion. Odtąd wszyscy byli po prostu Chorasańczykami, zaś cała prowincja znalazła się w stanie wrzenia. Po odparciu ataku Nasra Ibn Sajjara 15 grudnia 747 Abu Muslim zajął Marw, podczas gdy umajjadzki namiestnik zbiegł do Niszapuru. Nasr Ibn Sajjar wysyłał do kalifa rozpaczliwe prośby o przysłanie posiłków, które jednak nie doczekały się żadnego odzewu, gdyż Marwan był zajęty tłumieniem powstania syryjskich Arabów. Latem 748 siły rebeliantów zajęły Tus, a jesienią Niszapur. W październiku padł Rej. W listopadzie Nasr Ibn Sajjar zmarł śmiercią naturalną w Sawe  .
Na pograniczu z Iranem pojawiły się oddziały namiestnika Iraku Jazida Ibn Umara, jednak w lutym/marcu 749 zostały one pokonane przez dowódcę Abu Muslima, Kahtabę Ibn Szabiba, w bitwie w rejonie Isfahanu. Wkrótce syn Kahtaby, Hasan zajął Hamadan i buntownicy rozpoczęli oblężenie Nahawandu, który padł pod koniec czerwca 749 . Iran znajdował się teraz pod kontrolą Abu Muslima, który przystąpił do bezlitosnej kampanii eliminacji potencjalnych rywali we własnych szeregach, pozbywając się większości historycznych przywódców haszimijji, na czele z Sulajmanem Ibn Kasirem. W przeddzień historycznego zwycięstwa 27 sierpnia Kahtabę znaleziono martwego nad brzegami Eufratu i jego śmierć pozostała niewyjaśniona. Dwa dni później jego syn Hasan wkroczył do Kufy .
Niedługo przed upadkiem Kufy dotychczasowy przywódca Abbasydów Ibrahim Ibn Muhammad zginął z rozkazu Marwana . Tymczasem po zdobyciu miasta będącego tradycyjnym centrum haszimijji przed rebeliantami stanęło zadanie wyboru własnego kalifa. Kufa miała długie tradycje popierania Alidów, ku którym skłaniał się także Abu Salama al-Challal. Po dwóch miesiącach wyczekiwania ostatecznie Abu Muslim i jego Chorasańczycy doprowadzili jednak do obwołania kalifem Abu al-Abbasa z rodu Abbasydów, który przyjął tytuł As-Saffah (749–754). Jego uroczyste zaprzysiężenie odbyło się 28 listopada 749 .

### W czasach Abbasydów
Podczas kampanii w Iraku Abu Muslim pozostał w Chorasanie i to tam złożył przysięgę lojalności wobec as-Saffaha . Pomimo proalidzkich sympatii Abu Salamy nowy kalif „był nadal chętny, lub prawdopodobnie zobligowany, do pozostawienia go jako wezyra” , którym to tytułem, rozumianym w jego pierwotnym, koranicznym sensie osobistego doradcy i powiernika władcy, przywódca haszimijji posługiwał się już wcześniej. W rzeczywistości As-Saffah był zdecydowany jak najszybciej pozbyć się Abu Salamy, nie śmiał jednak działać bez porozumienia z Abu Muslimem i w tym celu wysłał do niego swojego brata Abu Dżafara. Abu Muslim nie tylko nie czynił przeszkód, ale sam przysłał najemnego mordercę, który zabił wezyra Abbasydów w lutym 750 .
Abu Muslim sprawował absolutną władzę we wschodnich prowincjach kalifatu, gdzie w sposób dowolny mianował urzędników. Abu Dżafar po powrocie do swojego brata ostrzegł go, że ten nie będzie prawdziwym kalifem, tak długo jak będzie żył Abu Muslim . Ten w 751 stłumił szyickie powstanie, które wybuchło w Bucharze pod wodzą Szarika Ibn Szajcha al-Mahriego, zaś wkrótce potem jego dowódca, Zijad Ibn Salih, wspólnie z Karłukami pokonał siły chińskiego generała w bitwie nad rzeką Tałas, przy czym „epizod ten na całe wieki wyznaczył granice między światem chińskim a muzułmańskim”. W roku 753 Zijad Ibn Salih, zachęcany do tego przez As-Saffaha, zbuntował się przeciwko Abu Muslimowi. Kiedy jednak doszło do starcia, żołnierze tego pierwszego przeszli na stronę namiestnika Chorasanu. Zijad zginął, zaś Abu Muslim ze zdobytych dokumentów dowiedział się o wrogich zamiarach Abbasydów wobec niego.
As-Saffah zmarł w czerwcu 754 i władzę po nim przejął jego brat Abu Dżafar, który przyjął tytuł Al-Mansur (754–775). Wyzwanie rzucił mu jednak jego wuj i namiestnik Syrii, Abd Allah Ibn Ali, który pokonał armię Hasana Ibn Kahtaby. Władzę Al-Mansura uratował Abu Muslim, który w listopadzie 754 pobił Abd Allaha Ibn Alego pod Nusaybin. Była to jego ostatnia przysługa oddana Abbasydom, ponieważ Al-Mansur nie zamierzał tolerować jego na wpół niezależnych rządów we wschodnich prowincjach kalifatu. Mogło się wydawać, że Abu Muslim ze swoją potężną chorasańską armią nie stoi wcale na straconej pozycji w zbliżającej się nieuchronnie konfrontacji z kalifem, lecz jego problemem była zapuszczająca coraz silniejsze korzenie idea prawowitej władzy Abbasydów, której należy się posłuszeństwo – idea, za której zwycięstwo sam odpowiadał. W lutym 755 Al-Mansur zaprosił go do swojego pałacu w Al-Haszimijja w Al-Anbarze i tam podstępnie zgładził .

## Dziedzictwo
Najtrwalszym dziedzictwem Abu Muslima była przemiana arabskiego imperium Umajjadów w uniwersalne muzułmańskie państwo Abbasydów. Po swojej śmierci stał się legendarną postacią, do której odwoływali się różni antyarabscy albo nawet antyislamscy rebelianci, tacy jak Sunbad, Ustad, Mukanna, czy Babak. Z biegiem czasu kult jego osoby nabrał cech mesjanistycznych i różne ruchy, takie jak Rawandijja, Barkukijja czy Abu Muslimijja zaczęły głosić jego imamat lub wręcz boskość oraz powrót na końcu czasów. Abu Muslim stał się także bohaterem perskiej i tureckiej epiki oraz folkloru Uzbeków i Turkmenów, jak również górali Dagestanu. Jest bezpośrednio wiązany z Bektaszijją  .